# Maina Kiai
Maina Kiai es un abogado y activista keniata, fue el Relator Especial de la ONU sobre el derecho a la libertad de reunión y asociación pacíficas, del 1 de mayo de 2011 al 30 de abril de 2017.

## Trayectoria
Estudió en la Universidad de Nairobi y en Harvard
Ha sido fundador y director ejecutivo de la comisión no oficial de derechos humanos de Kenia, y presidente de la comisión nacional de derechos humanos de Kenia (2003 – 2008).